# 山西能源学院
山西能源学院是一所位于山西省太原和晋中市之间的高等院校。目前，山西能源学院与山西煤炭管理干部学院两块牌子同时运行。

## 历史沿革
- 1980年，山西省煤管局决定成立山西煤矿干部学校筹备处，学校规模为500人，校址在太原市南坞城路。[2]
- 1983年学校基本建设初具规模。根据国家对企业经理、厂（矿）长进行全国统考的精神，开始举办矿长、处长短期轮训班。
- 1984年6月，经山西省人民政府(84)晋政函90号文批准，国家教委备案，山西煤矿干部学校改建为山西煤炭管理干部学院，为成人高等院校，内设中专部。[3]
- 2009年5月22日经山西省人民政府批准，在山西煤炭管理干部学院的基础上，组建山西煤炭学院。后更名为山西能源学院。[4]
- 2014年，学校以太原理工大学（能源学院）的名义首次招收普通本科生。[5][6]
- 2016年3月，教育部批准在山西煤炭管理干部学院基础上建立山西能源学院。

## 院系设置
目前，学校设有矿业工程系 安全工程系 地质与测绘工程系 机电工程系 电力工程及自动化系 能源与动力工程系 资源与环境工程系 新能源工程系 计算机与信息工程系 经济管理系